# Yrjö Koskinen
Yrjö Sakari Koskinen, nato Georg Zakarias Forsman (Vaasa, 10 dicembre 1830 – Helsinki, 13 novembre 1903), è stato un docente, storico, politico e barone finlandese, di origini svedesi, noto per essere stato una figura centrale della Fennomania.
È sepolto nel cimitero di Hietaniemi a Helsinki.